# Suszyca Wielka
Suszyca Wielka (ukr. Велика Сушиця) – wieś w rejonie samborskim (wcześniej w rejonie starosamborskim) obwodu lwowskiego Ukrainy. Miejscowość liczy 1137 mieszkańców. Leży nad rzeką Strwiąż. Jest siedzibą silskiej rady, której podlegają również Bąkowice. 
Pierwsza wzmianka o wsi pochodzi z 1374. Wieś szlachecka Suschycza Magna, własność Tarłów, położona była w 1589 roku w ziemi przemyskiej województwa ruskiego. W 1921 liczyła około 1529 mieszkańców. Przed II wojną światową należała do powiatu starosamborskiego.